# Seznam československých hráčů v NHL v sezóně 1984/1985
Toto je seznam hráčů Československa a jejich statistiky v sezóně 1984/1985 NHL.
- Stanley Cup v této sezóně získal Jaroslav Pouzar s týmem Edmonton Oilers.

| Tým                 | Věk | Hráč             | Post | Počet zápasů | Branky | Asistence | Body | Počet zápasů v play off | Branky v play off | Asistence v play off | Body v play off |
| ------------------- | --- | ---------------- | ---- | ------------ | ------ | --------- | ---- | ----------------------- | ----------------- | -------------------- | --------------- |
| Toronto Maple Leafs | 25  | Miroslav Fryčer  | F    | 65           | 25     | 30        | 55   | Ne                      |                   |                      |                 |
| New Jersey Devils   | 23  | Jan Ludvig       | F    | 74           | 12     | 19        | 31   | Ne                      |                   |                      |                 |
| Montreal Canadiens  | 18  | Petr Svoboda     | D    | 73           | 4      | 27        | 31   | 7                       | 1                 | 1                    | 2               |
| Vancouver Canucks   | 23  | Rick Lanz        | D    | 57           | 2      | 17        | 19   | Ne                      |                   |                      |                 |
| Philadelphia Flyers | 33  | Miroslav Dvořák  | D    | 47           | 3      | 14        | 17   | 13                      | 0                 | 1                    | 1               |
| Vancouver Canucks   | 34  | Jiří Bubla       | D    | 56           | 2      | 15        | 17   | Ne                      |                   |                      |                 |
| Edmonton Oilers     | 32  | Jaroslav Pouzar  | F    | 33           | 4      | 8         | 12   | 9                       | 2                 | 1                    | 3               |
| Detroit Red Wings   | 31  | František Černík | F    | 49           | 5      | 4         | 9    | Ne                      |                   |                      |                 |
| Detroit Red Wings   | 31  | Milan Chalupa    | D    | 14           | 0      | 5         | 5    | Ne                      |                   |                      |                 |

- F = Útočník
- D = Obránce